# 灰色花園 (1975年電影)
《灰色花園》（英語：Grey Gardens）是亞伯特和大衛·梅索兄弟於1975年拍攝的美國紀錄片，紀錄了一對都叫「伊迪絲·畢爾」的上流階層母女在富人社區的貧困日常。本片名取自母女倆隱居的灰色花園，為一棟位於紐約州蘇福克縣東漢普頓喬治卡池西區路3號的廢棄宅邸。本片雖然在第29屆坎城影展放映，但沒有參與其競賽。
除了梅索兄弟以外，愛倫·霍夫德和瑪菲·梅爾也擔當共同導演、蘇珊·弗羅姆奇擔任副製片人，並由霍夫德、梅爾和弗羅姆奇擔當剪輯。
《灰色花園》於2010年因在「文化上、歷史上或美學上具重要意義」而被美國國會圖書館選入國家影片登記表保存，並在2014年《视与听》的影評人調查中被票選為有史以來第十佳紀錄片。《灰色花園》於2012年11月在PBS公眾投票的百大紀錄片榜中名列榜首。

## 入鏡人員
- 住戶「大伊迪」伊迪絲·尤因·布維爾·畢爾（英语：Edith Ewing Bouvier Beale）
- 住戶「小伊迪」伊迪絲·布維爾·畢爾（英语：Edith Bouvier Beale）
- 園丁布魯克斯·海爾斯（Brooks Hyers）
- 牧師諾曼·文森特·皮爾（僅聲音）
- 生日嘉賓傑克·赫姆斯（Jack Helmuth）
- 生日嘉賓露易絲·萊特（英语：Lois Wright）
- 雜工傑瑞·托雷（英语：Jerry Torre）
- 導演亞伯特·梅索（英语：Albert and David Maysles）
- 導演大衛·梅索（英语：Albert and David Maysles）

## 背景
「大伊迪」伊迪絲·尤因·布維爾·畢爾（1895年生–1977年逝）與她的女兒「小伊迪」伊迪絲·布維爾·畢爾（1917年生–2002年逝）分別是前美國第一夫人賈桂琳·甘迺迪·歐納西斯的姑姑和表姊。
畢爾母女居住的灰色花園是約瑟夫·格林利夫·索普（Joseph Greenleaf Thorpe）於1897年設計的莊園，其名取自莊園內沙丘、混凝土花園牆和海霧的顏色。「大伊迪」和她的丈夫菲蘭·畢爾於1923年買下灰色花園，在夫妻倆於1946年離婚後，「大伊迪」與女兒「小伊迪」仍繼續住在其中。畢爾母女倆居住在灰色花園超過50年，但由於兩人的資金有限，莊園逐漸骯髒和孤立。
1971年秋季到1972年，在蘇福克縣衛生局進行了一系列檢查（畢爾母女稱之為「突襲」）後，《國家詢問報》和《紐約雜誌》曝光了母女倆糟糕的生活情況—屋子裡有大量的跳蚤、貓和浣熊出沒、沒有自來水、充滿了腐敗的垃圾。這起事件導致畢爾母女在1972年夏季面臨著被強制驅逐和房屋被拆除的困境，而賈桂琳·歐納西斯與她的妹妹李·拉齊維爾提供了必要的資金來修復這座年久失修的莊園，使其符合村莊規範。
梅索兄弟對畢爾母女的故事產生了興趣，並獲準拍攝一部關於此事的紀錄片。梅索兄弟用直接電影的手法讓畢爾母女講述自己的故事。本片於1976年上映時便廣受好評。

## 製作
梅索兄弟最初於1972年收到李·拉齊維爾建議他們為她在東漢普頓的童年製作一部紀錄片，並帶他們一起去灰色花園看看，這次旅行讓梅索兄弟認識了畢爾母女。最初拍攝的電影由拉齊維爾資助，但最終被擱置，影片也丟失了。梅索兄弟後來在1974年開拍的本片則沒有得到拉齊維爾的支持。

## 使用歌曲
- 「大伊迪」 – 〈Tea for Two〉（文森特·尤曼斯（英语：Vincent Youmans）作曲，歐文·西薩（英语：Irving Caesar）作詞）
- 「大伊迪」 – 〈We Belong Together〉（杰罗姆·科恩作曲，奧斯卡·漢默斯坦二世作詞）
- 「大伊迪」 – 〈You and the Night and the Music（英语：You and the Night and the Music）〉（亞瑟·舒沃茲（英语：Arthur Schwartz）作曲，霍華德·迪茨（英语：Howard Dietz）作詞）
- 「大伊迪」 – 〈Night and Day（英语：Night and Day (song)）〉（科尔·波特作詞作曲）
- 「小伊迪」 – 〈People Will Say We're in Love（英语：People Will Say We're in Love）〉（理察·羅傑斯作曲，奧斯卡·漢默斯坦二世作詞）
- 「小伊迪」 – 〈Lili Marleen〉

## 後續發展

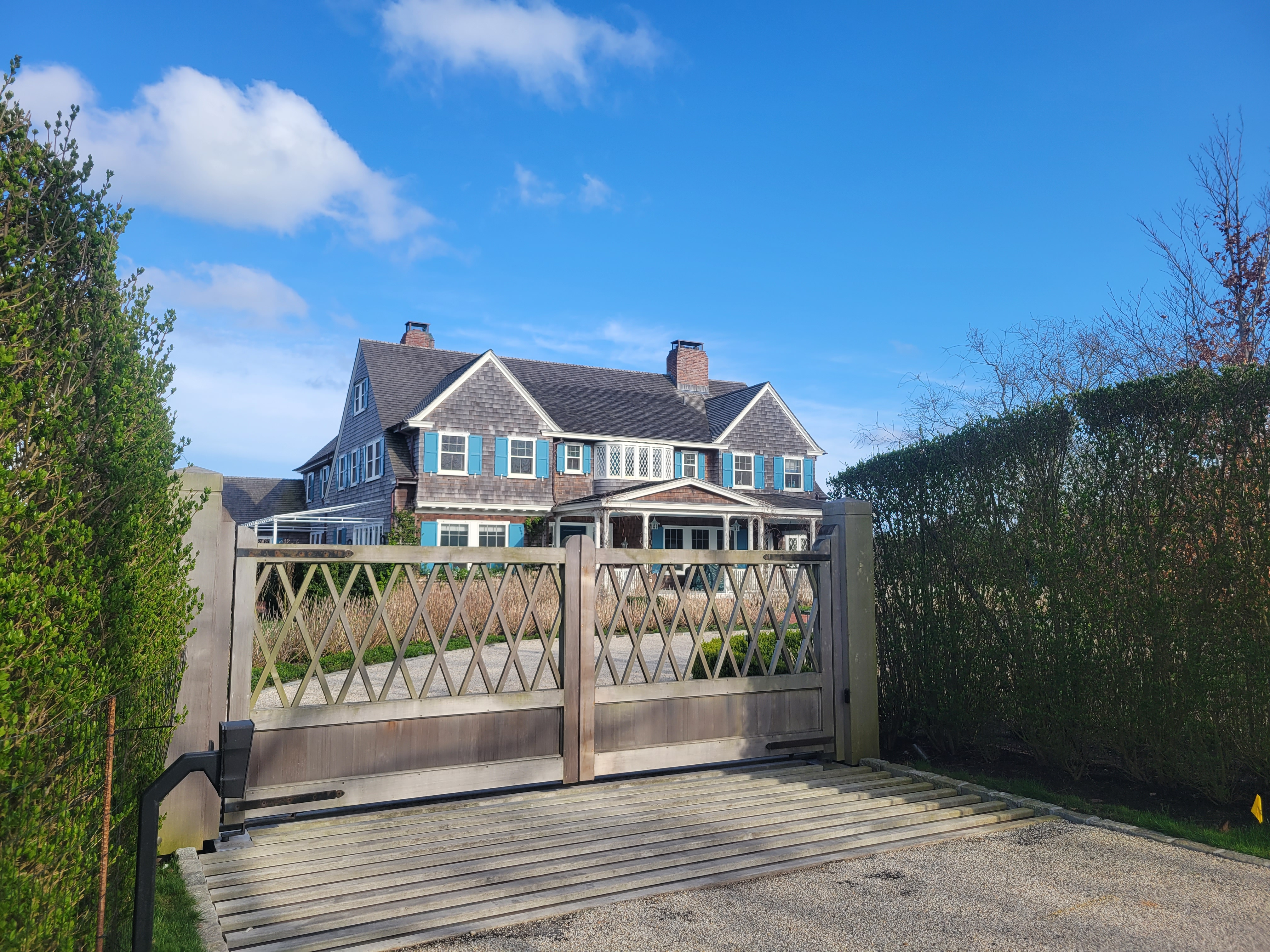
2023年的灰色花園

「大伊迪」於1977年因病離世，享年81歲。「小伊迪」於1979年以22萬美元（相當於2023年的924萬美元）將灰色花園賣給了《華盛頓郵報》的編輯夫妻檔班·布莱德利和薩莉·昆因，而「小伊迪」則於2002年在佛罗里达州的住處逝世，享年84歲。夫妻倆隨後翻修了灰色花園的房屋和庭院（因為其交易合約禁止拆除房子），之後住在此處共35年，直到布萊德利於2014年逝世，昆因也因此搬離灰色花園。灰色花園在這之後處於可出租狀態，直到2017年被時裝設計師與企業家莉茲·朗格買下，並與她的丈夫對灰色花園房屋和花園進行了大規模的改造。截止2024年，朗格仍是灰色花園的持有人。

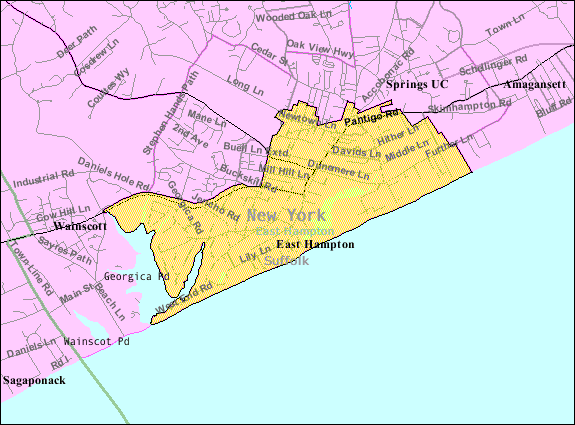
東漢普頓村 (紐約州)的地圖，畢爾母女就住在該村西南方的喬治卡池社區。

在本片中給許多觀影者留下深刻印象的少年雜工傑瑞·托雷（「小伊迪」給他取了「大理石牧神」的綽號）在這之後離開了東漢普頓，先後從事園藝和藝術品搬運，之後回到紐約市當了20年的計程車司機，同時開始學習雕塑。托雷在2005年向一名看過本片的乘客表明身份時才得知了自己在觀影者之間的高人氣。傑森·黑伊（Jason Hay）和史蒂夫·佩利扎（Steve Pelizza）於2011年拍攝的紀錄片《The Marble Faun of Grey Gardens》中追蹤了托雷在《灰色花園》之後的人生，當時的托雷已經是紐約藝術學生聯盟的一員。如今的托雷是一名專業雕塑家，現居於皇后區。
片中的兩位生日嘉賓之一的露易絲·萊特自1980年代初到2018年12月在東漢普頓主持了公共電視節目共30年，她也出書講述她與畢爾母女倆的關係。萊特於2023年逝世，享年95歲。
亞伯特·梅索（大衛·梅索早先於1987年過世）於2006年為标准收藏特別製作了雙碟版電影，包含了先前未發布的影像。此版電影其中包括一部名為《The Beales of Grey Gardens》的新片也在院線有限上映。之前於1972年跟著李·拉齊維爾一起拜訪畢爾母女的16毫米膠片佚失影片也被找到，並於2017年以《That Summer》之名發行。

## 爭議
《灰色花園》背後的倫理問題自上映以來一直存在。《纽约时报》的華特·古德曼（Walter Goodman）於1976年寫道「這部電影將[畢爾母女]描繪成一對古怪的人」，並問道「為什麼他們要以這種方式呈現？」。亞伯特·梅索於2014年在接受《好萊塢採訪》（The Hollywood Interview）記者艾力克斯·賽門（Alex Simon）的採訪時被特別問到剝削問題，賽門問到：「《灰色花園》在最初上映時引起了很大的爭議，一些圈子認為你和大衛正在剝削這兩個看似得了精神病的女士。」而梅索回答說：「身為一個有心理學背景的人，我知道不能聲稱[畢爾母女]患有精神疾病。她們的行為只是他們維護自己的方式。還有什麼比一部關於她們如何維護自己的電影更好的方式來維護她們自己呢？僅此而已，她們總是在自己的掌控之中。」儘管如此，這個問題仍然是爭論的話題，有些評論員站在「導演在剝削畢爾母女」一邊，有些則站在「導演在同情畢爾母女」一邊。至少在一個個案分析中得出的結論認為本片中同時存在剝削和同理的成分。
古德曼在他的文章中還指出，畢爾母女曾由她們的家庭律師代表與梅索兄弟談判，使母女「因合作而獲得報酬，並應參與任何分潤」。亞當·懷特（Adam White）於2018年在《每日电讯报》評論道：「[畢爾母女]允許攝影機進入的理由也很實際：他們急需錢」。「給予拍攝對象金錢會如何影響成品」在紀錄片製作上仍是備受爭議的倫理問題。

## 改編

### 音樂劇
本片與畢爾母女的故事於2006年被改編成同名長篇音樂劇，由道格·懷特編劇、史考特·法蘭克爾作曲和麥可·柯瑞作詞。本劇由克里斯蒂娜·埃伯索尔和瑪莉·路易絲·威爾森主演，並於2006年2月在紐約市劇作家視野劇院首演，接著又在同年11月在百老匯華特·克爾劇院再演。本劇不僅被超過25家報章雜誌列入「2006年最佳音樂劇」名單，還獲得了托尼獎最佳服裝設計獎，埃伯索尔和威爾森也各自以女主角和女配角身分贏得一座托尼獎。本劇在百老匯演出於2007年7月29日結束。這是百老匯史上第一齣由紀錄片改編而成的音樂劇。

### 電視電影
HBO的改編同名電視電影由潔西卡·蘭芝和茱兒·芭莉摩飾演畢爾母女、珍妮·翠柏虹飾演賈桂琳·甘迺迪和丹尼爾·鮑德溫飾演朱利葉斯·克魯格。本片由麥可·蘇克西執導、與派崔卡·羅茲瑪編劇，並於2007年10月22日在多倫多開拍，其劇情圍繞著「小伊迪」的年輕時代與1975年紀錄片開拍時的人生。本片於2009年4月18日在HBO上首播，並贏得六座黃金時段艾美獎和兩座金球獎。

## 流行文化中的引用
- 1992年，在《尿布一族》第二季第15集《The Case of the Missing Rugrat》中，主角湯米被爺爺遺棄，並被一對住在名為「灰色花園」豪宅中的古怪老姐妹「收養」。
- 洛福斯·温莱特於2001年收錄於專輯《英姿煥發（英语：Poses (album)）》中的歌曲〈Grey Gardens〉取樣了紀錄片中的對話，同時歌詞中也指涉了片中的內容。
- 2002年美國喜劇劇情影集《吉爾莫女孩》第三季第9集《A Deep-Fried Korean Thanksgiving》中，主角母女萊拉與羅莉在該集一開始便在收看本片。[38]
- 加拿大樂團繁星收錄於2003年專輯《心（英语：Heart (Stars album)）》中的歌曲〈The Woods〉取樣了紀錄片中的對話。[39][40]
- 2009年，在《喜劇中心吐槽大會吐槽瓊·瑞佛斯》一集中，馬力歐·坎東尼（英语：Mario Cantone）開玩笑說瓊·瑞佛斯應該要跟她的女兒梅莉莎（英语：Melissa Rivers）一起去演一齣叫「灰色花園」的電視電影。[41]
- NBC2011年節目《超級製作人》第五季第11集《Mrs. Donaghy（英语：Mrs. Donaghy）》中，蒂娜·菲飾演的角色模仿了「小伊迪」。菲後來解釋說她是在「模仿茱兒·芭莉摩模仿的那位瘋狂女士」。[42]同樣是NBC的2012年節目《另类家庭》第一季第2集《Sofa's Choice》中有一名角色被命名為「小伊迪」。[43][44]
- 2015年仿紀錄片影集《紀錄進行時（英语：Documentary Now!）》的第一季首集《Sandy Passage》正是惡搞自本片，該集由塞斯·梅耶斯撰寫，並由比爾·哈德和弗雷德·阿米森分別飾演惡搞版的畢爾母女—「小薇薇」（"Little Vivvy"）和「大薇薇」（"Big Vivvy"）。[45]

## 外部連結
- 官方网站
- 互联网电影数据库（IMDb）上《灰色花園》的资料（英文）
- 特納電影資料庫上的《灰色花園》
- 美国电影学会目录上的《灰色花園》（英文）
- 爛番茄上《灰色花園》的資料（英文）
- 《Grey Gardens: Staunch Characters》—由希爾頓·艾爾斯（英语：Hilton Als）在标准收藏上發表的文章
- Grey Gardens essay by Daniel Eagan In America's Film Legacy, 2009-2010: A Viewer's Guide To The 50 Landmark Movies Added To The National Film Registry In 2009–10, Bloomsbury Publishing USA, 2011, ISBN 1441120025 pages 150-153